# Schmuckuhr

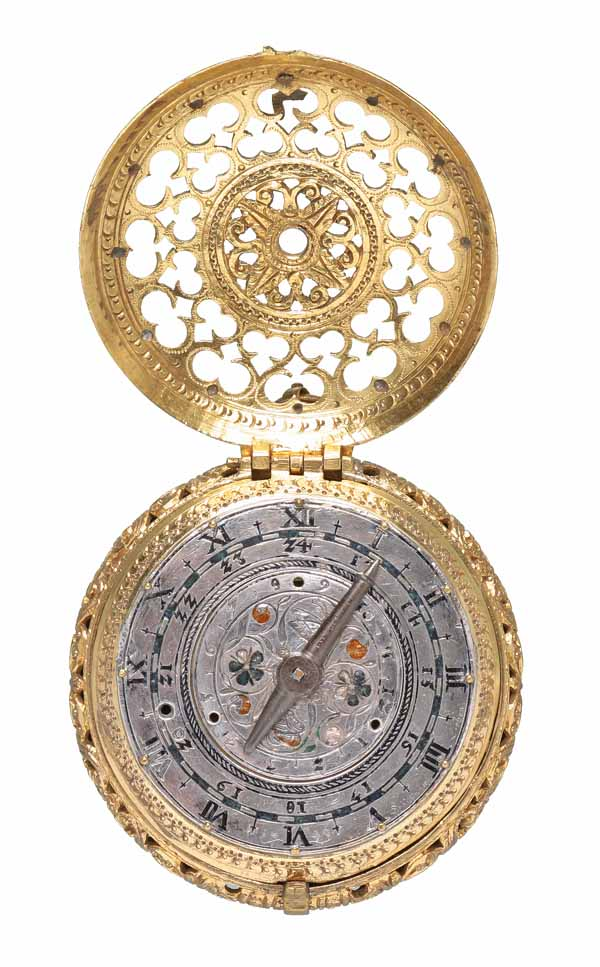
Johannes Reinbold: Halsuhr mit Wecker, Strassburg, um 1600, Sammlung Deutsches Uhrenmuseum, Furtwangen.

Der Begriff Schmuckuhr (früher auch Phantasieuhr) ist ein umgangssprachlicher, selten fachspezifisch benutzter Sammelbegriff für Uhren, deren Gestaltung wesentlich durch eine Mode beeinflusst wird. Die Zeitanzeige, als eigentliche Hauptfunktion der Uhr, tritt bei Schmuckuhren hinter die Bedeutung als modisches Accessoire zurück.
In der heutigen Zeit ist der Begriff leicht abwertend besetzt, da er oft für geringwertige Modeuhren aus Massenproduktion verwendet wird. Gerade aber im Bereich der Luxusuhren gibt es eine Vielzahl hochwertiger Schmuckuhren, beispielsweise das Damenmodell „Happy Diamonds“ der Uhrenmanufaktur Chopard.

## Historisches
Im 17. und 18. Jahrhundert entstanden erste kunstvoll gestaltete Schmuckuhren aus dem Zusammenwirken von Uhrmachern und dem Kunsthandwerk. Hochwertig gearbeitete Gegenstände des täglichen Lebens, wie Parfüm-Flakons, Döschen, Salz- und Essigfäßchen, Etuis, Spazierstöcke und dergleichen wurden mit kleinen Uhrwerken versehen und überreich verziert. Damit konnte der Wunsch der wohlhabenden Kundschaft nach Extravaganz und Betonung der gesellschaftlichen Stellung gedeckt werden.
Ein Zentrum der Schmuckuhrenproduktion des späten 18. und frühen 19. Jahrhunderts war das im Zeitalter der Aufklärung zu Wohlstand gelangte Genf. Es genoss international geltenden Ruf durch die Herstellung von luxuriösen Uhren und hervorragender Emaillemalerei. Noch unter dem Einfluss napoleonischer Mode stehend, verbanden die von europäischen Höfen zurückkehrenden Meister der „Genfer Schule“ beide Gewerke zu künstlerischer und technischer Vollendung. So wurden Uhrwerke in silberne Hasen, in Phantasievögel und aus Bergkristall geschnittene Muscheln eingesetzt. Gehäuse wurden guillochiert und ziseliert oder mit Perlen besetzt.
Viele Taschenuhren wurden für den orientalischen Markt, vor allem für China, Indien, Persien und die Türkei produziert. Auch hier zeigt sich der direkte Einfluss der jeweiligen landestypischen Moden auf die Gestaltung der Schmuckuhren. „Chinesische“ Uhren waren im Allgemeinen rund, groß und schwer. Sie wurden oft mit Spiel- und Glockenwerken ausgestattet. Die Emaillemalerei zeigte abendländische Szenen, keine chinesischen. Uhren für den türkischen Markt hingegen waren kleiner, mit Girlanden und türkischen Zifferblätter verziert, das Emaille mit Moscheen und Minaretten bemalt.
In der Zeit der Neogotik und Neorenaissance des späten 19. Jahrhunderts verloren die Schmuckuhren an gestalterischer Qualität und Bedeutung.

## Galerie

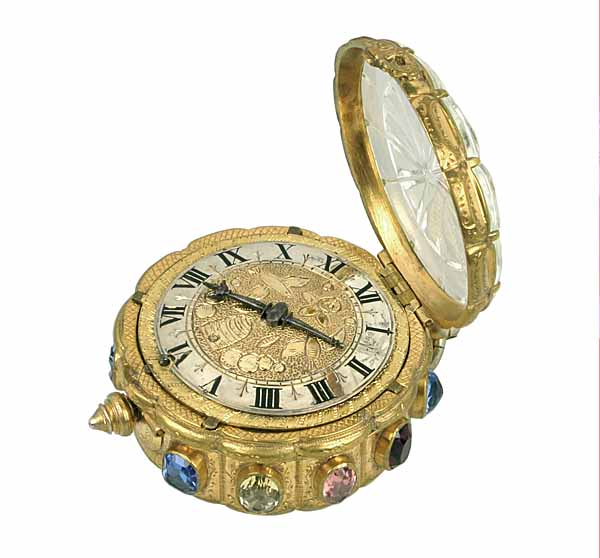
Taschenuhr, Antwerpen, um 1600, Gold, Edelsteine, Sammlung Deutsches Uhrenmuseum, Furtwangen.
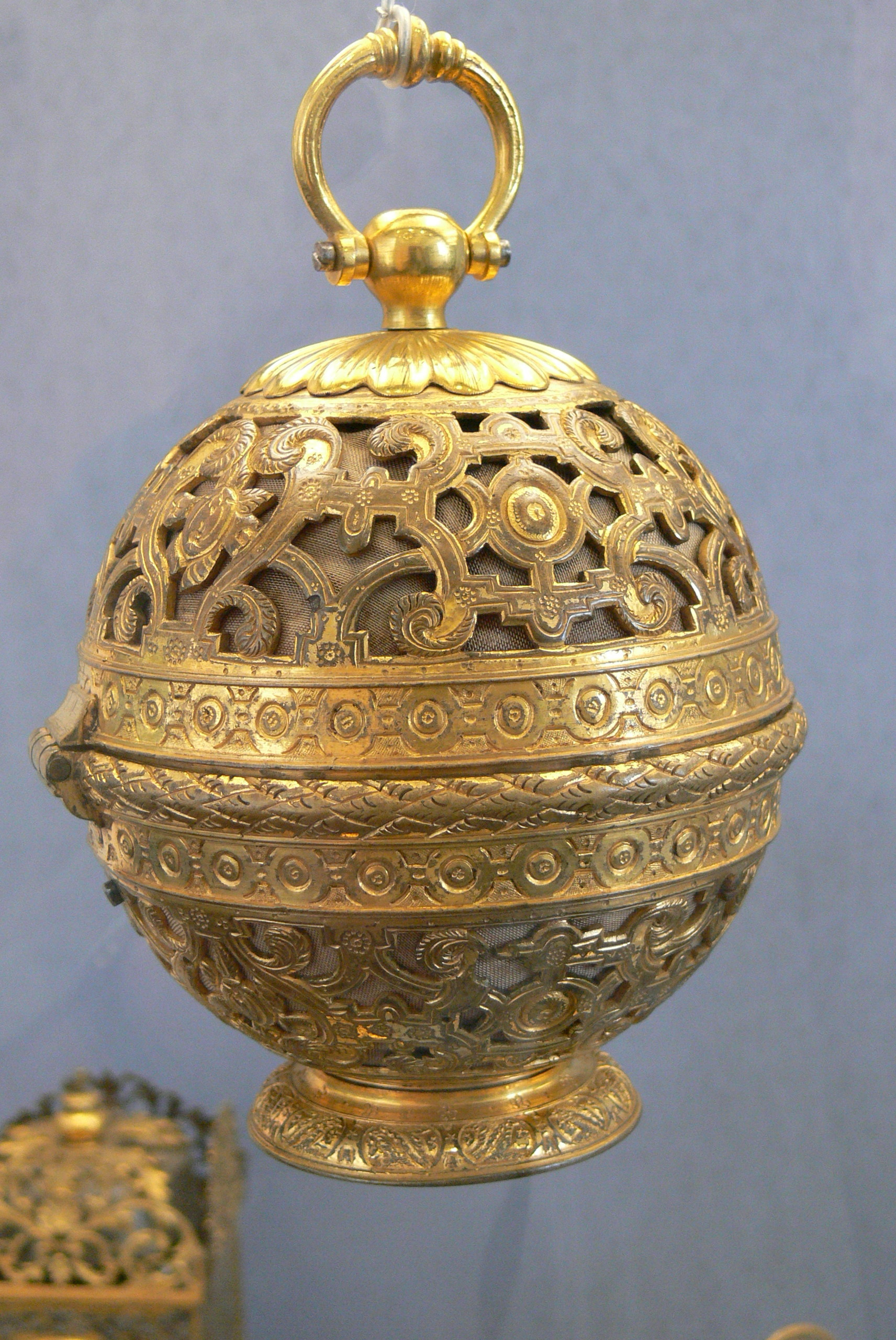
Kutschenuhr, Kugeluhr, Süddeutschland, 17. Jh., Sammlung Germanisches Nationalmuseum
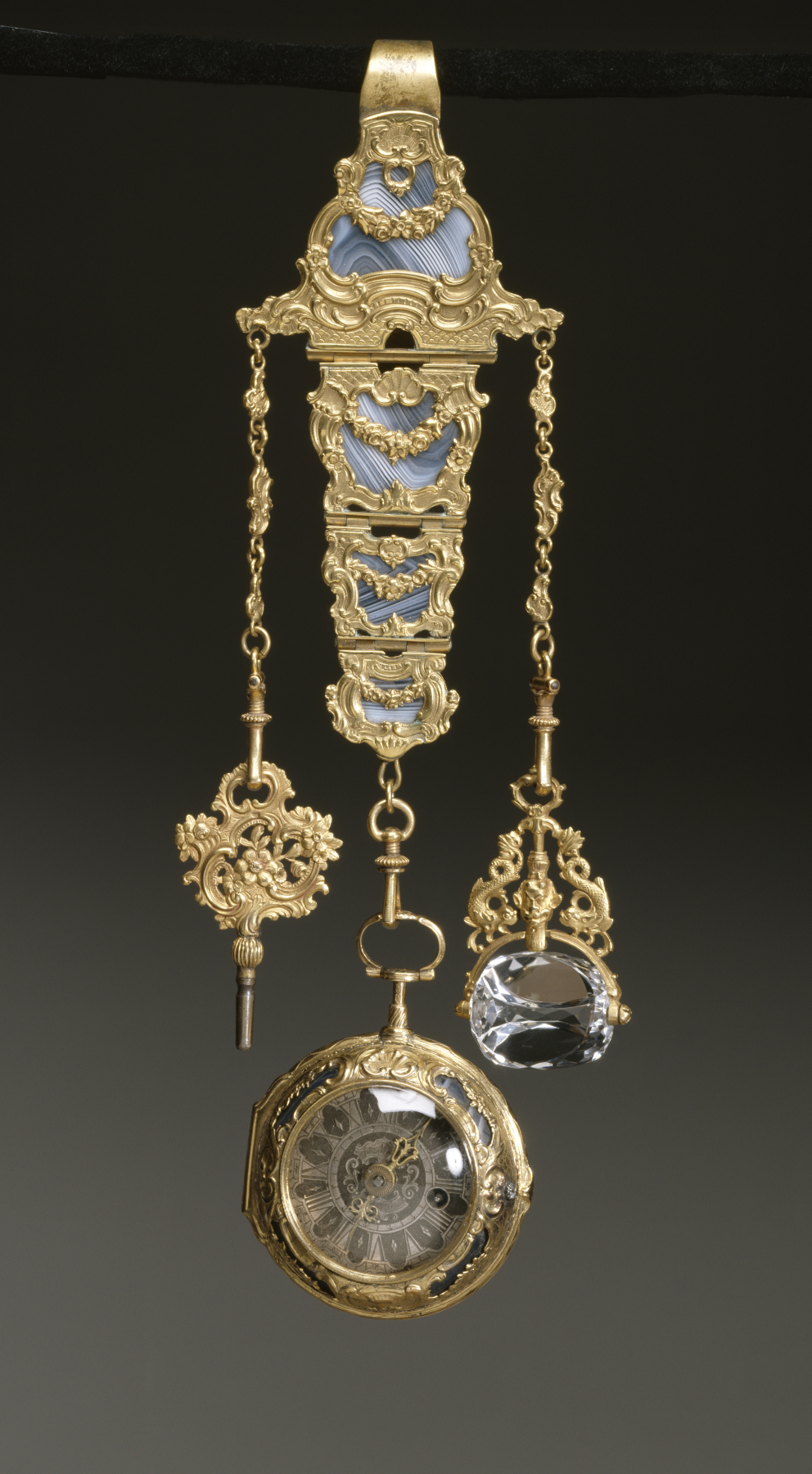
Anhänguhr und Uhrschlüssel an einer Châtelaine, Frankreich, 18. Jahrhundert, Sammlung Walters Art Museum
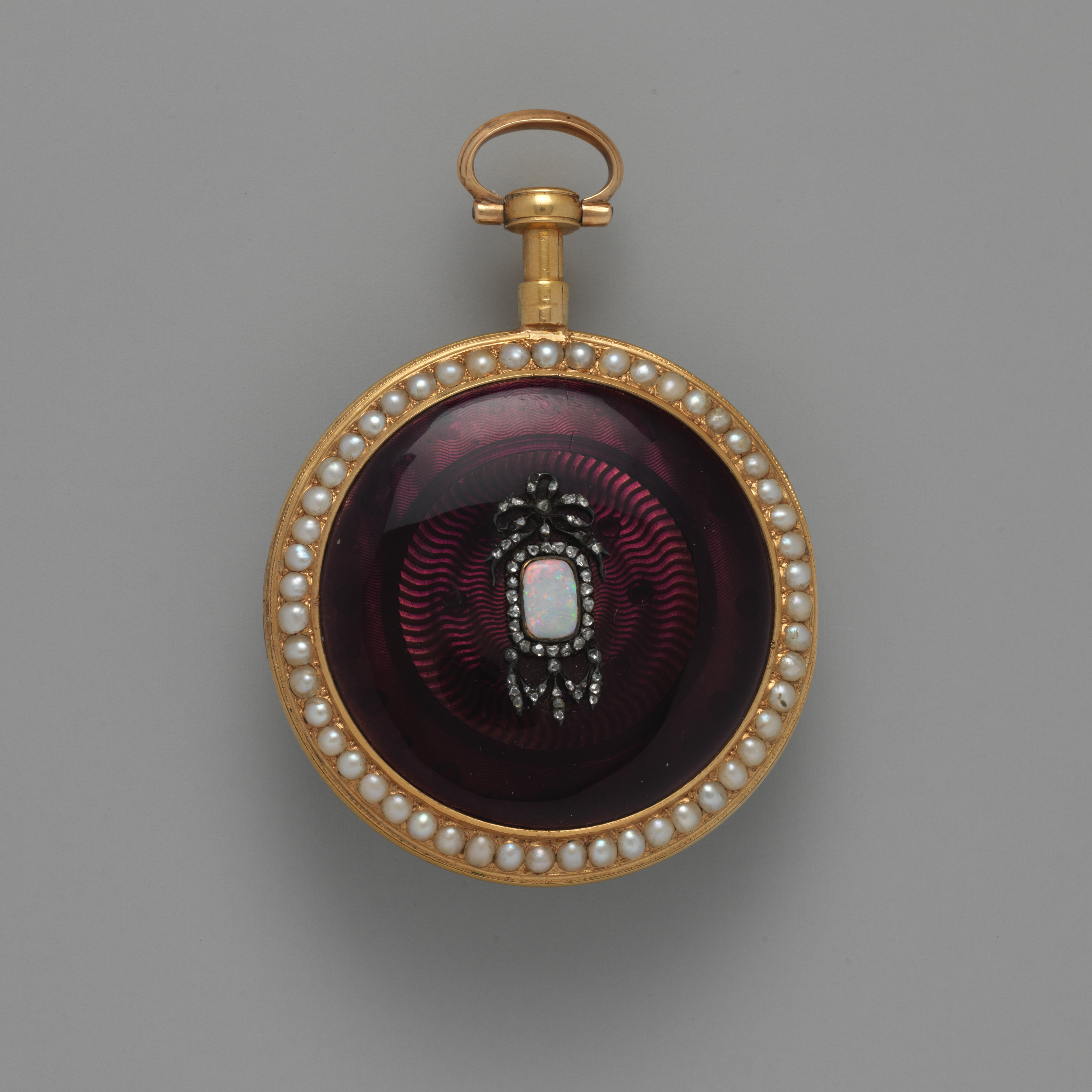
Schmuckuhr, Gold, Perlen Email, silber, Diamanten und Opal, um 1790, Metropolitan Museum of Art
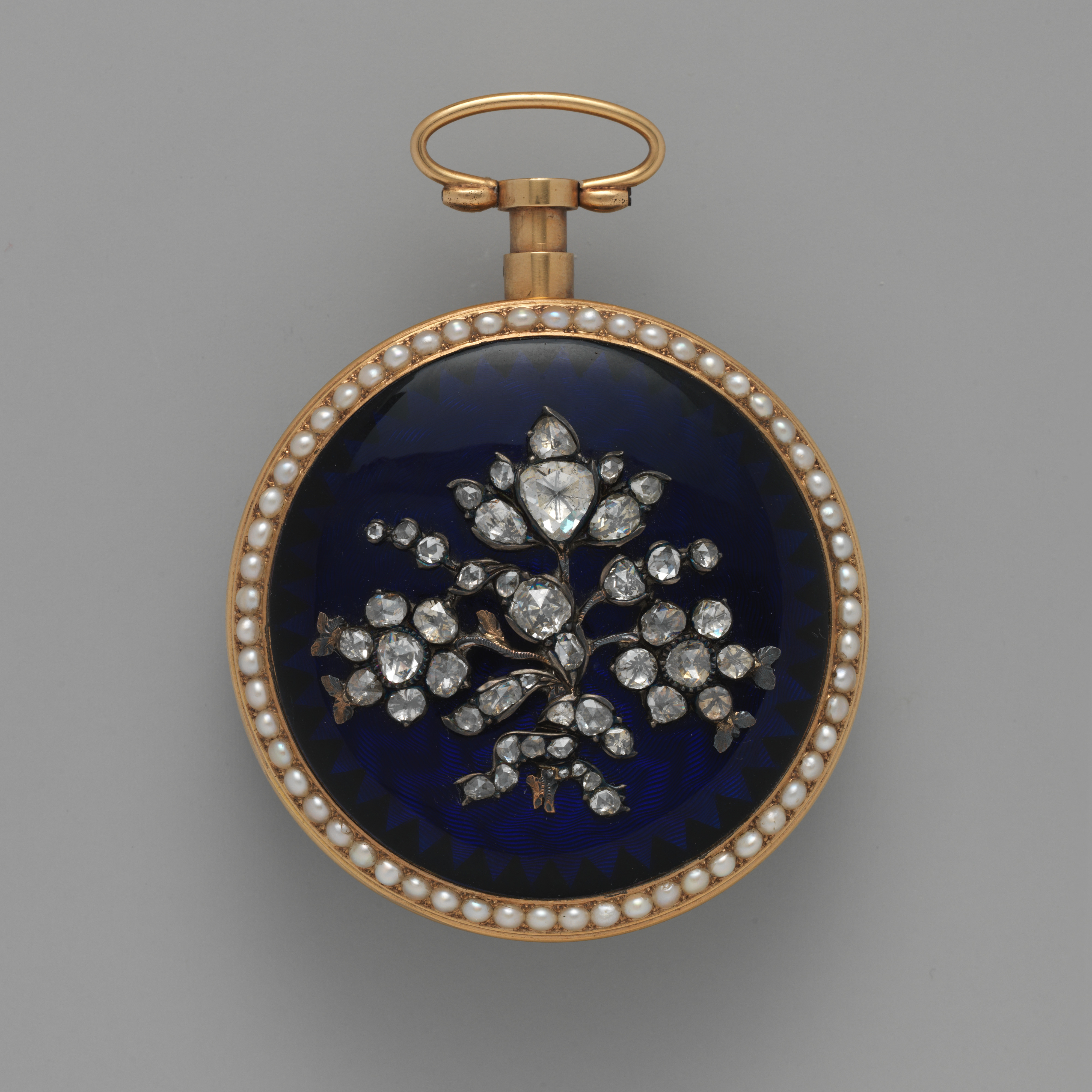
Schmuckuhr, Gold, Email, Perlen, Diamanten, Opal, Anfang 19. Jh. Sammlung, Metropolitain Museum of Art.
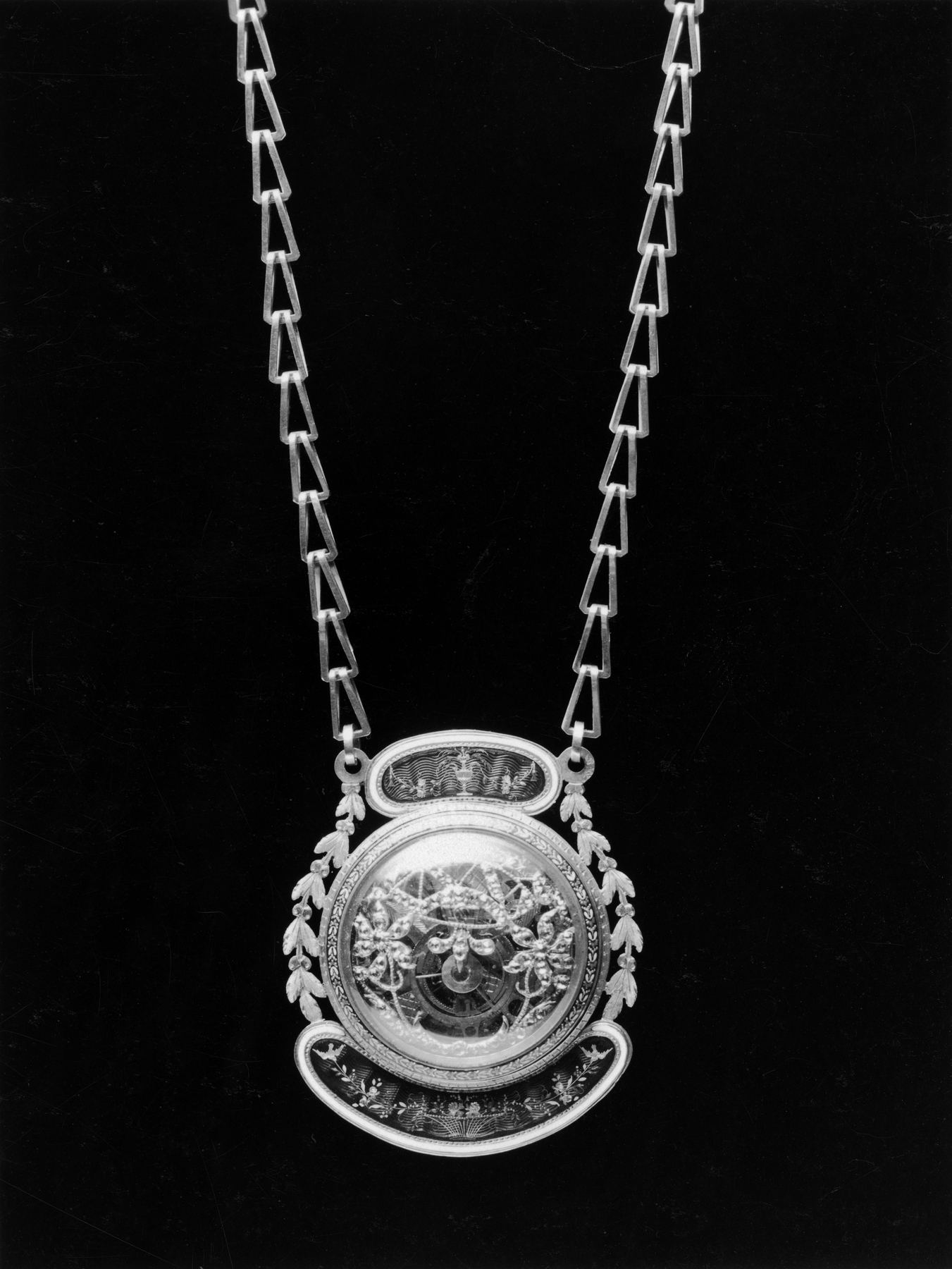
Kettenuhr, Schweiz, um 1820, Silber, Gold, Email, Glas, Diamanten, Elfenbein, Sammlung Walters Art Museum
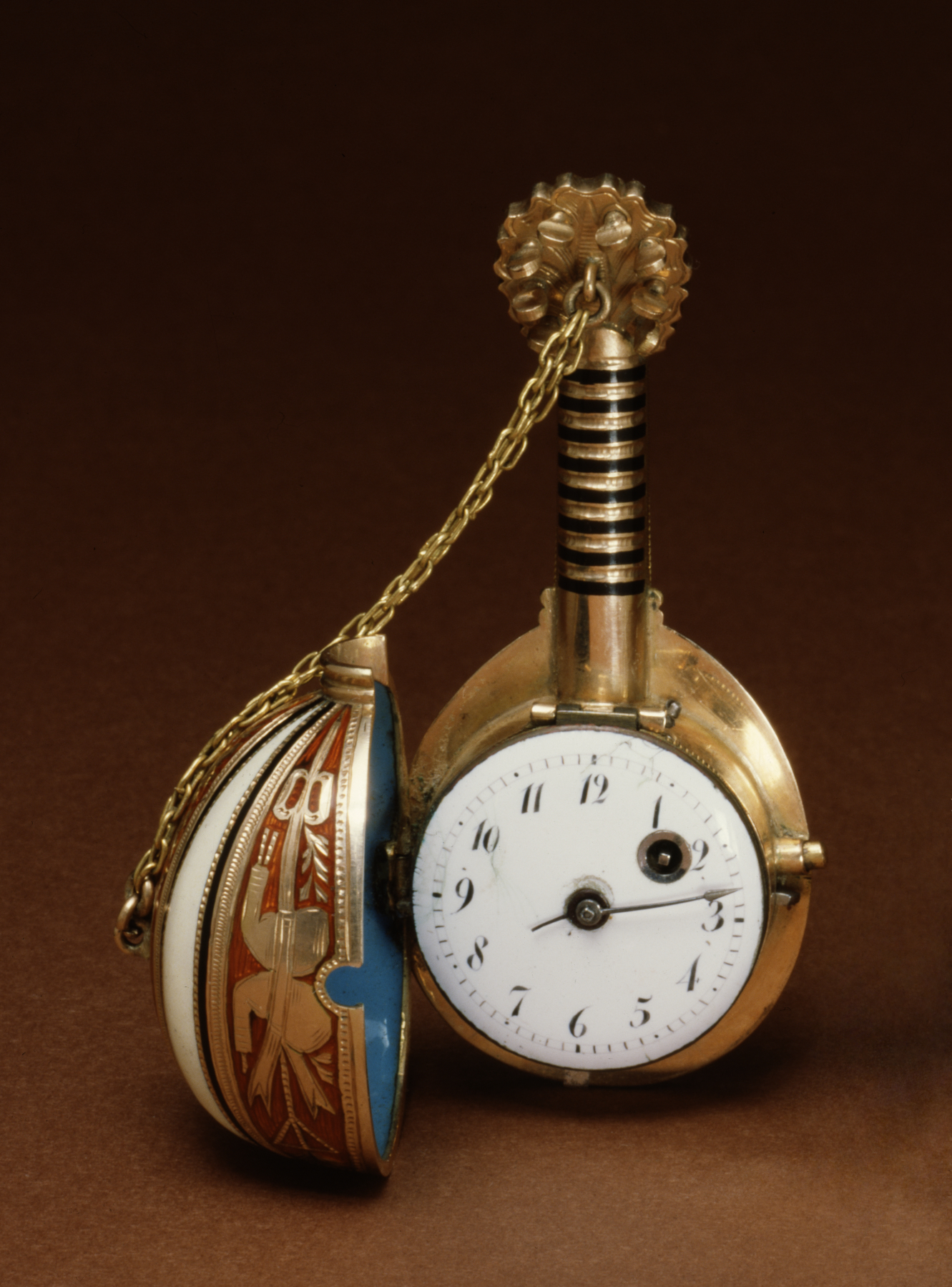
Taschenuhr, mandolinförmig, Uhr Franz Schmit, Österreich; Gehäuse Schweiz (?), 1830–1835, Sammlung Walters Art Museum
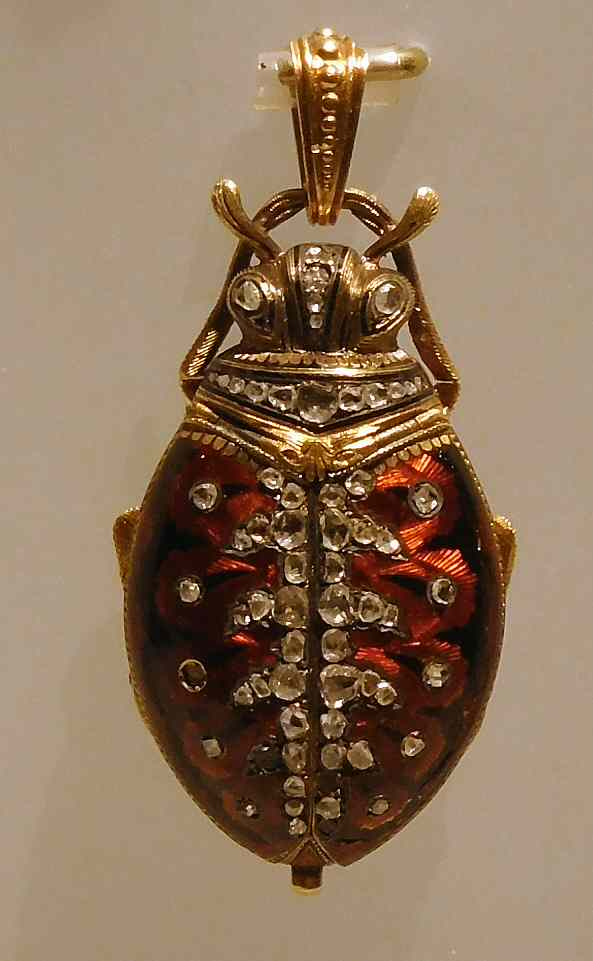
Hals- oder Anhängeuhr, käferförmig, Schweiz, 1850–1900, Gold, Diamanten, Email, Sammlung Museo Poldi Pezzoli, Mailand.
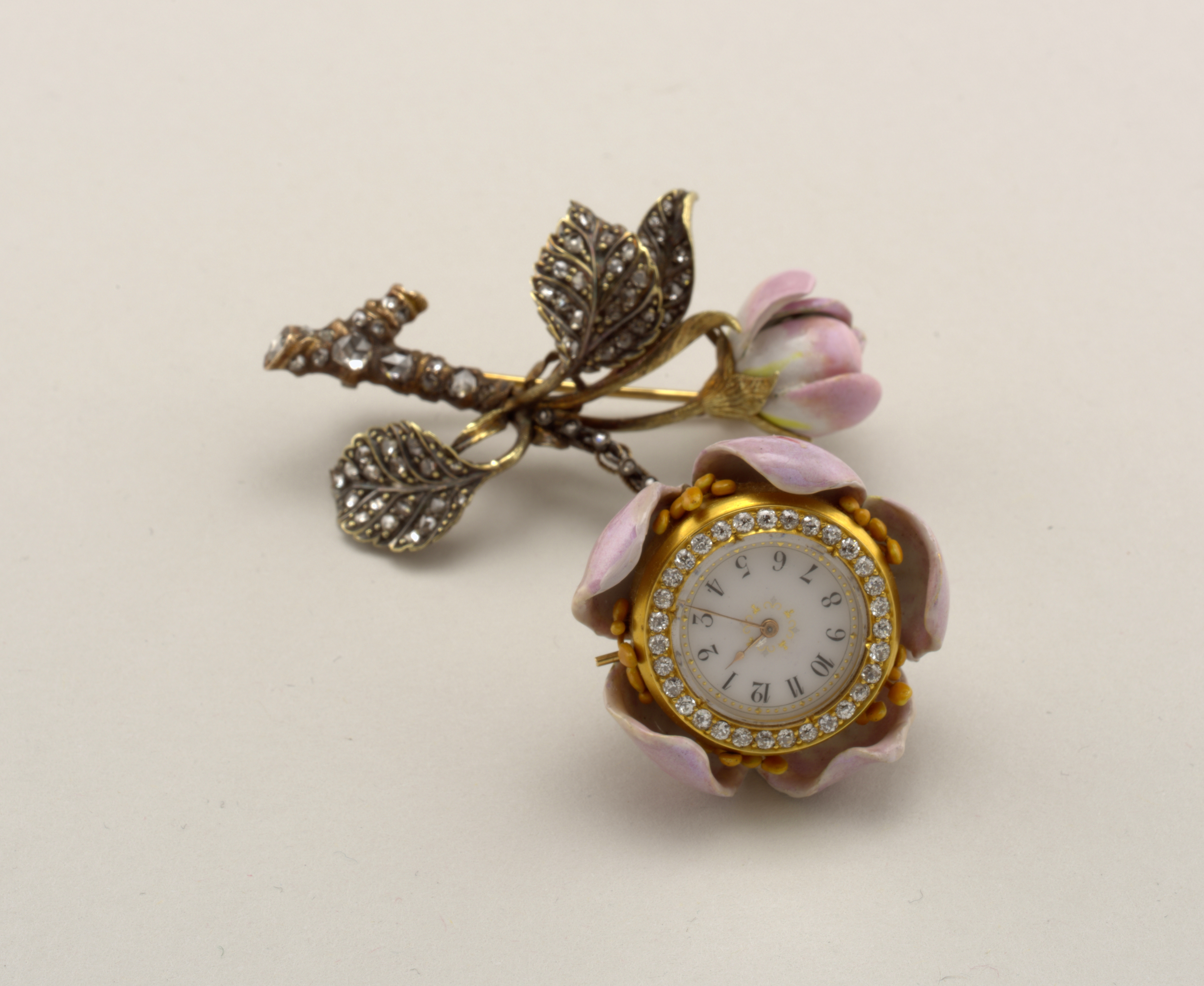
Reversnadel mit Uhr, USA, um 1889, Cooper Hewitt, Smithsonian Design Museum
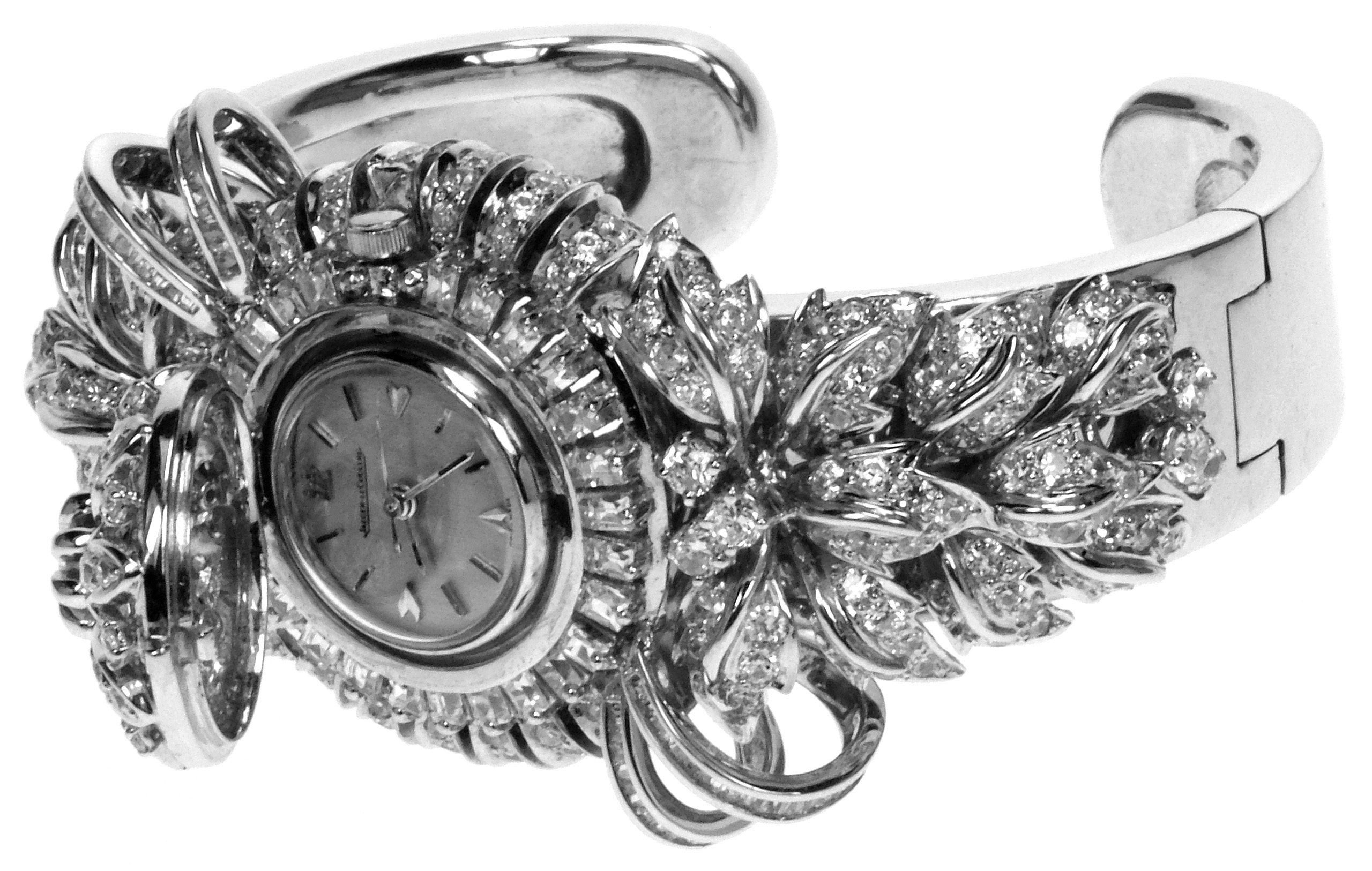
Königin Juliana Armbanduhr; Uhr Jaeger LeCoultre, Schweiz; Armband Steltman, La Haye, Niederlande, 1959.